# Humbert I de Savoia
Humbert I, supranumit cel cu Mâini Albe (în italiană Umberto I Biancamano, în franceză Humbert I aux Blanches Mains; n.  ? – d. anii 1040, Hermillon, Auvergne-Rhône-Alpes, Franța), a fost conte de Savoia între anii 1000 și 1047. El este considerat strămoșul Casei de Savoia.

## Biografie
Humbert a fost fiul contelui Amadeus de Maurienne. 
Una dintre cele mai vechi cronici care se ocupă de istoria Casei de Savoia se datorează lui Giovanni d'Orville. Cronica scrisă între 1400 și 1420 acoperă istoria dinastiei din 954 până în 1397. Giovanni d'Orville a primit sarcina de a scrie această cronică de la Amadeus al VIII-lea care, ca și alți domnitori ai vremii, s-a străduit să includă strămoși iluștri în istoria familiei sale. Lui i de datorează cea mai romantică ipoteză despre originile lui Humbert I. Potrivit acestuia, Humbert era fiul unui oarecare Beroldo de Saxonia, nepotul lui Otto al II-lea de Saxonia, prin urmare stră-străbunicul lui Humbert era împăratul romano-german Otto I. În aceeași ipoteză, mama sa a fost Ermengarda, a doua soție a tatălui său.
Totuși, există doar puține informații despre Humbert. Nu i se cunosc nici strămoșii, nici data exactă a nașterii sale (plasată între anii 970 și 980). Humbert este prima figură istorică a familiei de Savoia menționată cu titlul de „conte”. Numele său apare pentru prima dată într-un document din 26 ianuarie 1000 și ulterior în alte documente din 1003, 1017, 1024 și 1036, dar nu este sigur că se referă la aceeași persoană deoarece numele Humbert era destul de comun la acea vreme în familia de Savoia. Probabil în 1003 a guvernat în numele lui Rudolf al III-lea, regele Burgundiei, douăzeci și două de castele din regiunea Viennois (zona orașului Vienne). 
În 1032/1033 el a recunoscut suzeranitatea împăratului Conrad al II-lea asupra Regatului Burgundiei. Ca urmare, acesta i-a acordat privilegii în Maurienne și Chablais (regiuni aflate în actuala Haute-Savoie din Franța).
Conform necrologului din Talloires, Humbert a murit în 1048.

## Căsătorie și descendenți

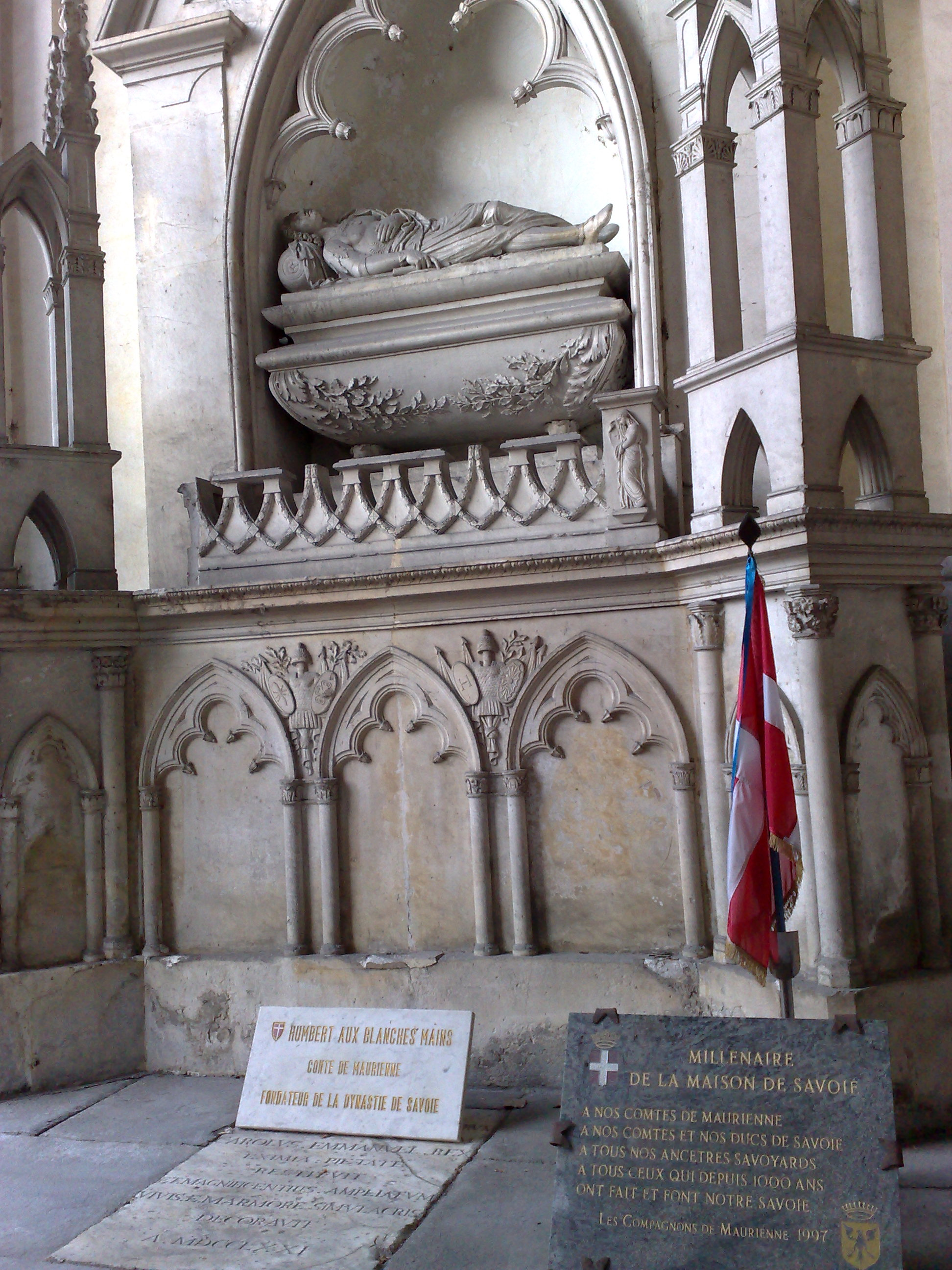
Mormântul lui Humbert I în Catedrala din Saint-Jean-de-Maurienne

Humbert s-a căsătorit la Valais cu Ansilia (Anzilla, Ancilla), o fiică a contelui Anselm al III-lea de Lenzburg. Din căsătoria lui Humbert cu Ansilia s-au născut patru copii:
- Amadeus (d. 1051), succesorul tatălui său; nu a avut urmași;
- Aymon (d. 1054), episcop de Sitten în comitatul Valais și stareț în Mănăstirea St. Maurice-d'Agaune (din 1050);
- Burkhard (d. 1068), arhiepiscop de Lyon (1031–1036);
- Otto sau Odo (d. 1060), succesorul fratelui său, Amadeus.